# Diana Mitford
Diana Freeman-Mitford (Belgravia (Londen), 10 juni 1910 - Parijs, 11 augustus 2003), beter bekend als Diana Mitford, Diana Mosley en Lady Mosley, was een Brits aristocraat, fascist en publicist. 
Zij was getrouwd met Oswald Mosley, de leider van de British Union of Fascists die ze volledig steunde in zijn politieke ambities, en stond op goede voet met prominente Duitse nazi's. Tijdens de Tweede Wereldoorlog beschouwde de Britse overheid haar als zeer gevaarlijk; ze werd enkele jaren geïnterneerd. 
Na de oorlog woonde ze met haar man in Frankrijk en was actief als literair recensent, redacteur en schrijver. Ze bleef tot haar dood een omstreden figuur omdat ze nooit echt afstand nam van het fascisme.

## Jeugd en familie
Diana Mitford was het vierde kind van David Freeman-Mitford, Baron Redesdale, en zijn vrouw Sydney Bowles. Hoewel de familienaam officieel Freeman-Mitford is, werd in de praktijk door alle leden van de familie alleen de naam Mitford gebruikt. Vijf van de zes dochters uit het gezin trokken de aandacht door politiek activisme, tot de verbeelding sprekende privélevens, en als publicisten. Zij zijn sinds de jaren dertig van de twintigste eeuw in Groot-Brittannië collectief bekend als de Mitford Sisters.

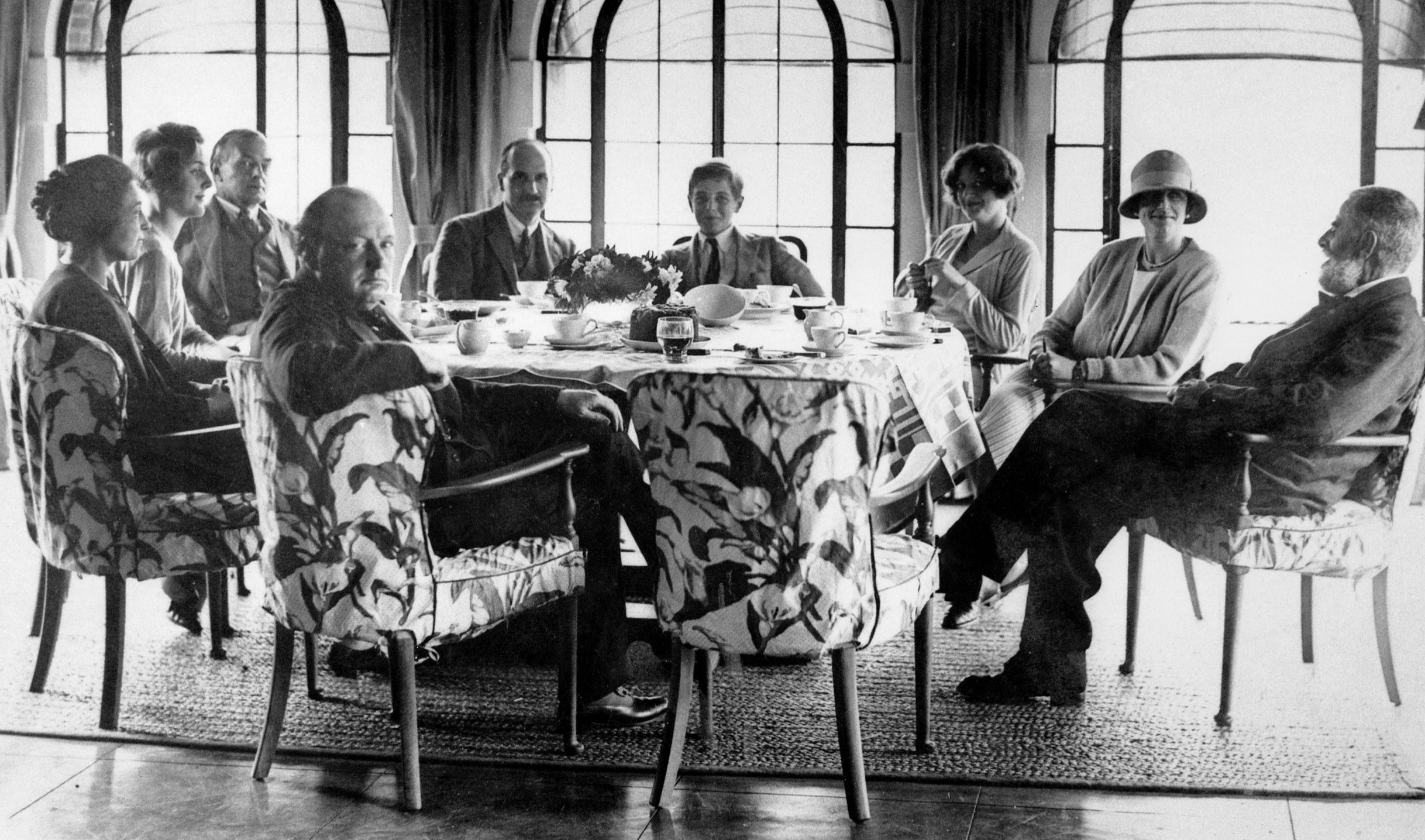
Diana Mitford, tweede van links, op bezoek bij Winston en Clementine Churchill

De Mitfords hoorden tot de Engelse lagere adel; Clementine Churchill, de filosoof Bertrand Russell en Angus Ogilvy waren verwanten. Met haar broer Tom kwam Mitford regelmatig op bezoek bij Winston en Clementine Churchill, die kinderen hadden van dezelfde leeftijd. Dit heeft mogelijk haar belangstelling voor politiek gewekt     
Mitford werd net als haar zusters thuis onderwezen door gouvernantes. Toen ze zestien was ging ze een half jaar naar een school in Parijs om goed Frans te leren. Ze leerde daar de schilder Paul César Helleu kennen, die haar belangstelling voor kunst wekte en haar liet kennismaken met het artistieke milieu.

## Huwelijk

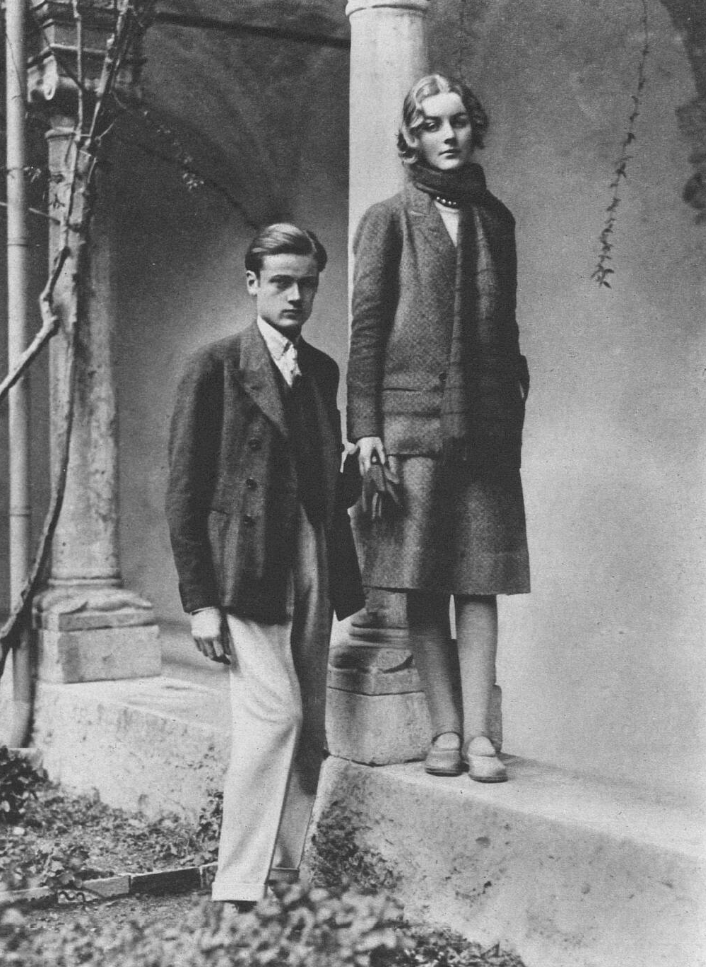
Diana Mitford en Bryan Guiness, 1929.

Na terugkeer uit Parijs wilde Diana Mitford zo snel mogelijk het ouderlijk huis uit. Ze trouwde op haar achttiende met de schrijver en dichter Bryan Guinness, de oudste zoon van de puissant rijke bierbrouwer en politicus Lord Moyne. Na haar huwelijk werd zij het centrum van een groep jonge kunstenaars en schrijvers. De auteur Evelyn Waugh werd door een feest van het echtpaar Guinness geïnspireerd tot het schrijven van zijn roman Vile Bodies; het boek is ook aan hen opgedragen. 
Mitford werd gezien als een van de grote schoonheden van haar tijd.  De schrijver James Lees-Milne vergeleek haar met de Venus van Botticelli. In deze periode van haar leven werd ze geschilderd door Augustus John, Pavel Tchelitchew en Henry Lamb. In een mozaïek van Boris Anrep in de National Gallery is Mitford afgebeeld als de muze Polyhymnia.

## Relatie met Mosley
In 1932 ontmoette Mitford tijdens een diner Sir Oswald Mosley, een Engelse baron die de leider was van de British Union of Fascists, en raakte geïntrigeerd door zijn politieke ideeën en zijn persoonlijkheid. Het paar kreeg een verhouding. 
Tegen het advies van haar familie in verliet ze in 1933 haar man, met wie ze inmiddels twee kinderen had. Mosley wilde echter niet scheiden van zijn vrouw. Omdat breed bekend was dat Mitford een verhouding had met de getrouwde Mosley, werd zij in Engeland door de hogere klassen buitengesloten. Ook haar familie keurde haar gedrag af; een tijd lang had Mitford alleen nog maar contact met haar zusters Nancy en Unity.
Mosley's vrouw overleed onverwacht in 1933, waarop hij een verhouding begon met haar zuster. Mitford en Mosley trouwden pas in 1936. Het huwelijk werd in Berlijn gesloten in het huis van propagandaminister Joseph Goebbels en zijn vrouw Magda Goebbels. Hitler was eregast op de bruiloft. Dat ze getrouwd waren werd geheim gehouden voor familie en vrienden - en Mosley’s maîtresse - tot  de geboorte van hun eerste kind in november 1938.

## Betrokkenheid bij fascisme en nationaalsocialisme
Mitford zou zich de rest van haar leven volledig wijden aan Mosley. Zij ondersteunde hem in zijn politieke ambities en deelde zijn fascistische overtuigingen. 

Oswald Mosley en Diana Mitford in het uniform van de British Union of Fascists, 1936 (foto is ingekleurd - Mitford was in werkelijkheid blond)

Toen Unity Mitford met Mosley kennismaakte begon ook zij zich voor het fascisme te interesseren. De twee zusters bezochten in 1933 samen de Reichsparteitag in Neurenberg. Ze waren uitgenodigd door Ernst Hanfstaengl, die namens de Nazi-partij contact onderhield met de buitenlandse pers; Mitford had hem op een feest in Londen ontmoet. Ze kwam tijdens het bezoek aan Duitsland tot de conclusie dat contacten met de nazi’s gunstig zouden zijn voor de politieke carrière van Mosley. 
Unity Mitford werd een overtuigd nationaalsocialist en woonde vanaf 1934 voornamelijk in Duitsland. Ze raakte bevriend met Adolf Hitler en stelde Diana bij een volgend bezoek aan Duitsland in 1935 aan hem en andere prominente nazi’s voor.

### Reactie familie

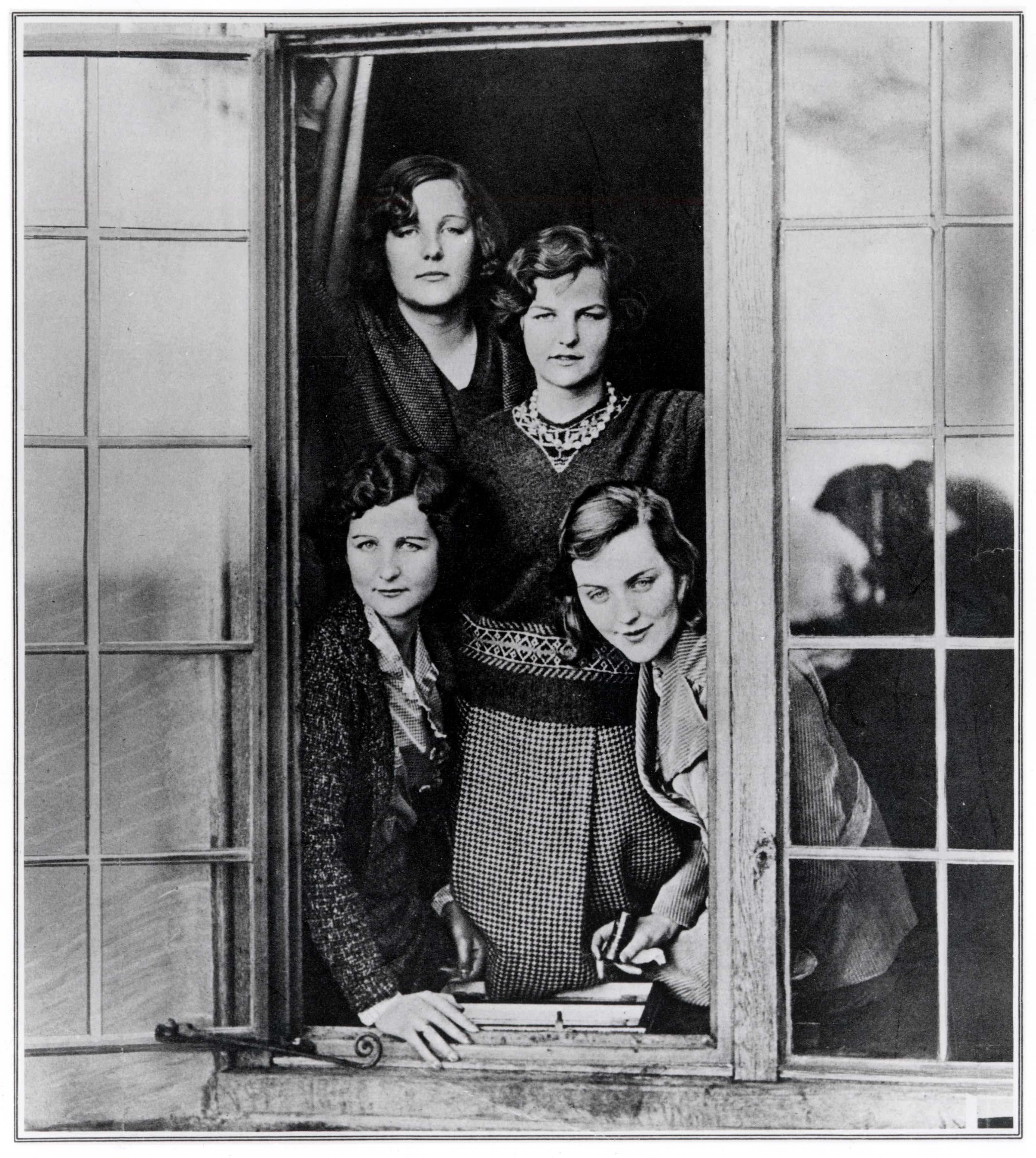
Nancy, Unity, Jessica en Diana Mitford, 1932.

Na verloop van tijd werd het contact tussen Mitford en haar familie weer hersteld, hoewel niet alle familieleden zo positief waren over Mosley's politieke ideeën als Unity. 
Nancy Mitford nam het fascisme niet serieus en publiceerde in 1935 de satirische roman Wigs on the Green, waarin ze de spot dreef met politieke leiders als Mosley en fanatieke aanhangers zoals Unity. Het leidde tot een tijdelijke breuk tussen Nancy en Diana. 
In 1937 kwam het tot een definitieve breuk met haar jongere zuster Jessica, die zich had aangesloten bij de communistische beweging. Zij zouden de rest van hun leven alleen maar bij hoge uitzondering contact met elkaar hebben. 
Diana Mitfords moeder en haar enige broer Tom daarentegen hadden wel fascistische sympathieën.

### Fondsenwerving British Union of Fascists
Eind jaren dertig werkten Mitford en Mosley aan een plan om via een Engelstalige commerciële radiozender op het vasteland van Europa fondsen te werven voor de British Union of Fascists. De zender zou naar het voorbeeld van Radio Luxembourg vooral lichte muziek uitzenden, en goed te ontvangen zijn in het zuiden van Engeland. De advertentie-inkomsten zouden worden gebruikt om de British Union of Fascists te financieren. Mitford voerde de onderhandelingen over dit plan; de betrokkenheid van Mosley moest verborgen worden gehouden om potentiële adverteerders niet af te schrikken. De voorbereidingen voor de zender waren bijna afgerond toen in 1939 de Tweede Wereldoorlog uitbrak.

## Tweede Wereldoorlog

### Internering
In 1940 werd Mosley door de Britse overheid geïnterneerd als mogelijke collaborateur. Mitford, die net bevallen was van Max, haar tweede kind met Mosley, bleef aanvankelijk in vrijheid maar werd door de politie in de gaten gehouden. Een maand later werd zij ook gearresteerd en geïnterneerd in de gevangenis van Holloway. Zowel haar zuster Nancy als haar voormalige schoonvader Lord Moyne hadden de autoriteiten voor de fascistische sympathieën en politieke ambities van Diana Mitford gewaarschuwd. De inlichtingendienst MI5 vermeldde in Mitfords dossier dat zij intelligenter en ambitieuzer zou zijn dan haar man. Zij werd omschreven als een zeer gevaarlijke en sinistere vrouw.

### Huisarrest
In eerste instantie zaten Mosley en Mitford in verschillende gevangenissen, hoewel het gebruikelijk was om geïnterneerde echtparen niet van elkaar te scheiden. Hun kinderen werden bij familie ondergebracht.  Na enige tijd stemde premier Winston Churchill er alsnog mee in dat het echtpaar samen in een huisje op het terrein van de gevangenis van Holloway mocht wonen. In 1943 werden beiden vanwege de slechte gezondheid van Mosley vrijgelaten en de rest van de oorlog onder huisarrest geplaatst. Deze vermeende voorkeursbehandeling van twee adellijke fascisten leidde tot veel protesten uit de bevolking. Ook Jessica Mitford, die inmiddels in de Verenigde Staten woonde en wier man in 1941 was gesneuveld, schreef een open brief aan de San Francisco Chronicle om tegen de vrijlating te protesteren.

## Carrière als publicist
Mosley deed na de oorlog pogingen om terug te keren in de Britse landelijke politiek. In 1948 werd hij leider van de Union Movement, een partij die streefde naar Europese eenwording. In 1959 en 1966 deed hij vergeefse pogingen om een zetel in het Lagerhuis te veroveren, waarbij hij zich vooral profileerde als tegenstander van immigratie uit het Gemenebest. Mitford bleef hem onvoorwaardelijk steunen hoewel ze - anders dan Mosley zelf - inzag dat hij geen kans had om weer een actieve rol in de politiek te gaan spelen. 
In 1951 verlieten ze het Verenigd Koninkrijk. Ook Mosley realiseerde zich dat vanwege de vijandige houding van veel Britten het leven voor hen in het buitenland makkelijker zou zijn. Zij vestigden zich eerst in Ierland en vervolgens in het Franse Orsay, ten zuiden van Parijs. Zij woonden daar naast de hertog en hertogin van Windsor (de afgetreden Britse koning Edward VIII en zijn vrouw Wallis Simpson) met wie ze goed bevriend raakten. Ze leidden een zeer actief sociaal leven, ontvingen veel prominente bezoekers uit Engeland, en gingen vaak op reis.

### Uitgever
Omdat Britse uitgevers de geschriften van Mosley niet wilden publiceren richtte het echtpaar een eigen uitgeverij op met de naam Euphorion. Dit bood de zeer belezen en cultuurminnende Mitford de kans om klassieke literaire werken te publiceren, zoals een vertaling van De prinses van Clèves door  Nancy Mitford, en een uitgave van Goethe's Faust met een voorwoord van Mosley.

### Recensent en schrijver
Van 1953 tot 1959 was Mitford hoofdredacteur van het tijdschrift The European, een politiek-cultureel tijdschrift aan de rechterkant van het politiek spectrum, dat vooral diende als platform voor Mosley's ideeën over de toekomst van Europa. Zij schreef in het blad ook recensies en een column, waarin ze regelmatig van leer trok tegen onderwerpen die haar ergerden zoals het Britse establishment, democratie, linkse politici, de VS en de geestelijkheid. Daarnaast schreef ze voor Britse media; ze had een column in het tijdschrift The Tatler en was jarenlang de literaire recensent voor de krant Evening Standard en voor Books&Bookmen. In haar publicaties verdedigde ze Mosley en zijn politieke overtuigingen.
Ze schreef een aantal boeken, waaronder een biografie van haar buurvrouw Wallis Simpson. In 1977 verscheen haar autobiografie A life of contrasts. Het boek kreeg veel negatieve aandacht in de pers, omdat ze Hitler met sympathie beschreef.

## Laatste levensjaren en reputatie

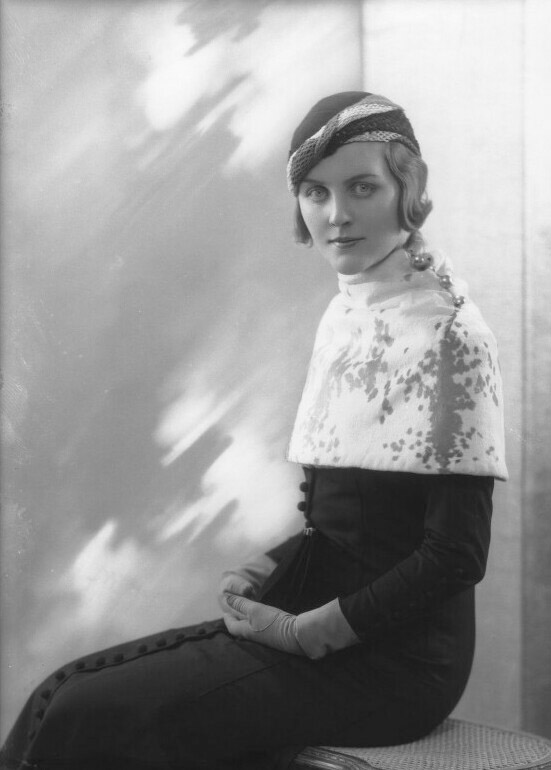
Diana Mitford, 1932

Diana Mitford bleef haar leven lang een omstreden figuur. Mensen die haar ontmoetten omschreven haar tot op hoge leeftijd als charmant, intelligent en gevat. Zij heeft haar man altijd onvoorwaardelijk gesteund en zich ingezet voor zijn welzijn en succes. Zij was overtuigd van Mosley's politieke talent en deelde zijn fascistische opvattingen. Ze heeft zich in interviews en in haar memoires nooit volledig gedistantieerd van het fascisme en het naziregime; daardoor riep zij veel weerstand op. In 1989 leidde haar optreden als gast in het veelbeluisterde BBC radioprogramma Desert Island Discs tot veel negatieve reacties.
Vlak voor haar dood publiceerde ze een uitgebreidere versie van haar levensverhaal  A life of contrasts waarin ze ook de jaren na de dood van Mosley in 1980 beschreef.
Tijdens de hittegolf van 2003 kreeg ze een lichte beroerte. Ze weigerde zich te laten behandelen en stierf een week later op 93-jarige leeftijd in Parijs. Haar as werd bijgezet op het kerkhof van Swinbrook in Oxfordshire naast de graven van haar zusters Nancy en Unity.
Een selectie van de briefwisselingen tussen de zusters Mitford van de jaren 1920 tot het begin van de 21e eeuw, waaronder ook brieven van Diana Mitford, werd in 2007 gepubliceerd. De belangstelling voor Diana Mitford leefde op toen in 2022 het laatste seizoen van de Britse tv-serie Peaky Blinders verscheen, waarin zij als personage voorkomt.

## De Mitfords
David Freeman-Mitford en zijn vrouw Sydney Bowles hadden zeven kinderen: zes dochters en een zoon. De dochters werden collectief bekend als de Mitford Sisters.
- Nancy Mitford (1904 – 1973) was schrijfster, biografe en journaliste. Zij is vooral bekend door haar satirische romans over het leven van de maatschappelijke elite en historische biografieën.
- Pamela Mitford (1907 – 1994) de enige dochter uit het gezin die een onopvallend leven leidde.
- Thomas Mitford (1909 – 1945) sneuvelde in de laatste maanden van de Tweede Wereldoorlog in Birma.
- Diana Mitford (1910 – 2003)
- Unity Mitford (1914 – 1948) was een persoonlijke vriendin van Adolf Hitler en woonde enkele jaren in nazi-Duitsland.
- Jessica Mitford (1917 – 1996) woonde sinds 1939 in Amerika en was een bekende onderzoeksjournalist; ze was actief in de Amerikaanse communistische partij en de burgerrechtbeweging.
- Deborah Mitford (1920 – 2014) trouwde met de hertog van Devonshire en wist van het landgoed Chatsworth House een succesvolle onderneming en toeristische attractie te maken. Ze schreef een aantal boeken over het landgoed.

De Mitford Sisters
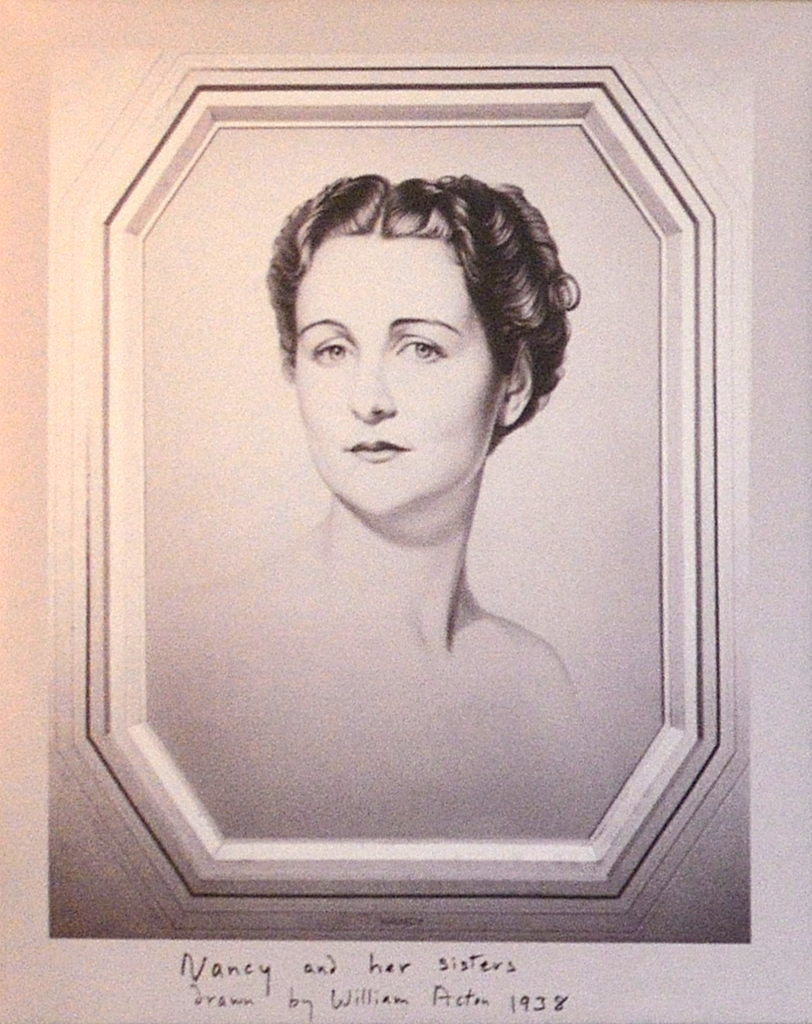
Nancy Mitford
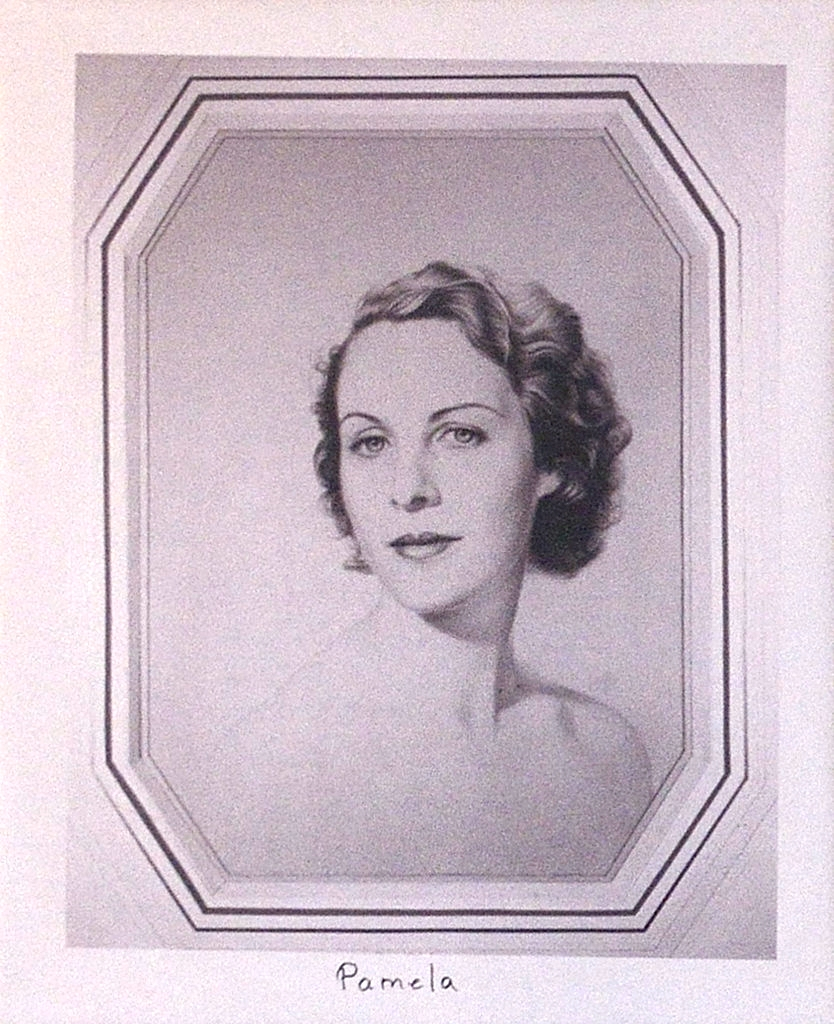
Pamela Mitford
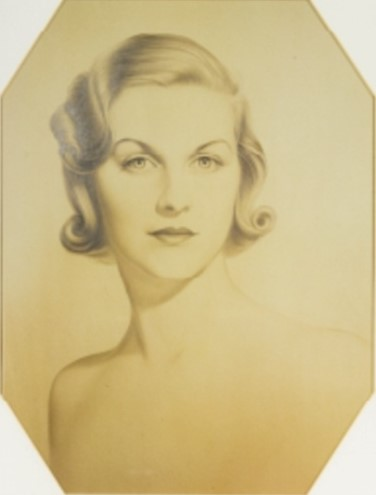
Diana Mitford
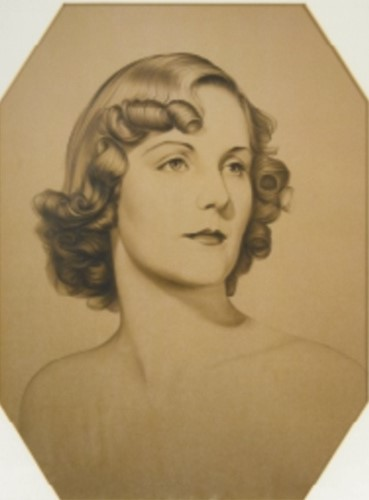
Unity Mitford
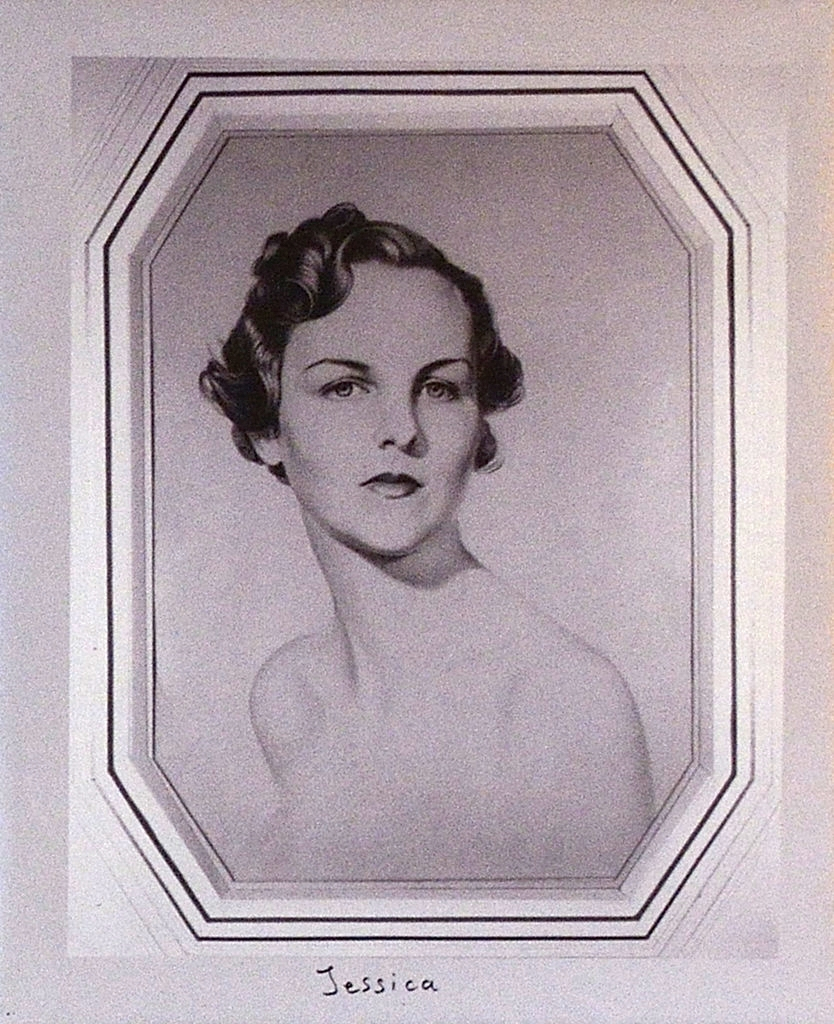
Jessica Mitford
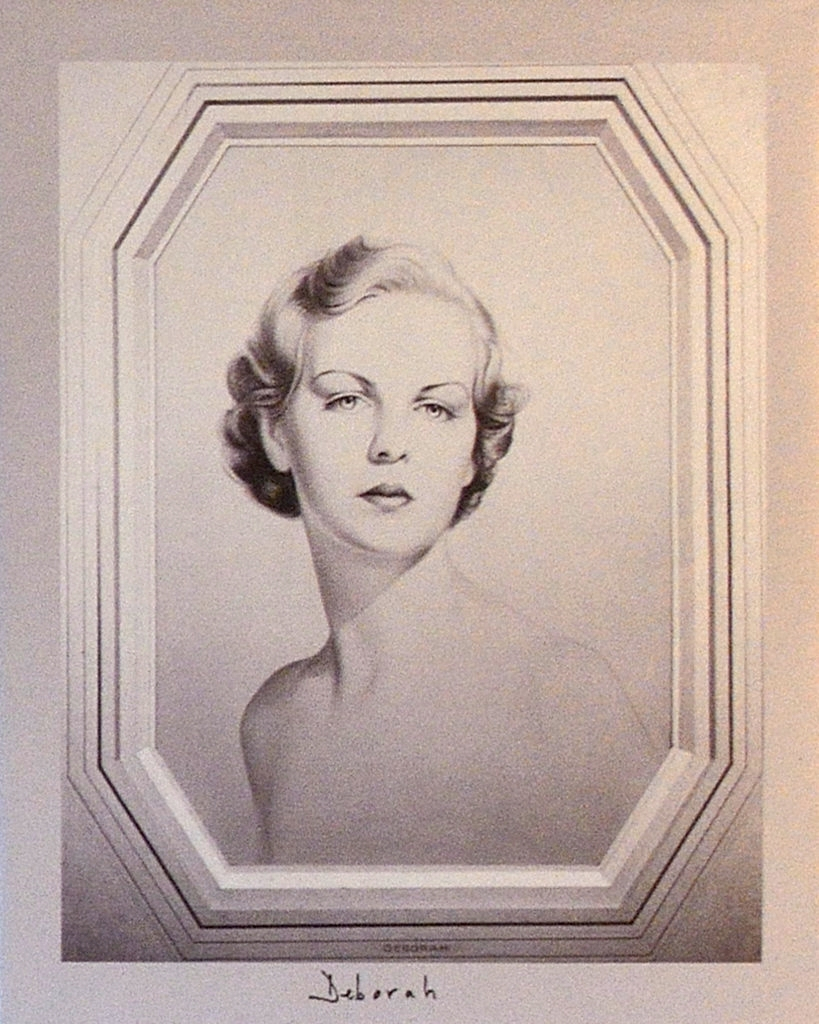
Deborah Mitford

## Publicaties
- A Life of Contrasts (1977)
- The Duchess of Windsor (1980)
- Loved Ones (1985)
- The Pursuit of Laughter (2008)

## Externe bronnen
- TV Interview met Diana Mitford ca. 1980. (You Tube)
- Diana Mitford in het BBC radioprogramma Desert Island Discs, 1989 - (link naar MP3 download)

- Biblioteca Nacional de España: XX1339328
- Bibliothèque nationale de France: cb126271225 (data)
- Gemeinsame Normdatei: 118961330
- International Standard Name Identifier: 0000 0001 1449 1339
- Library of Congress Control Number: n77005256
- Nationale Bibliotheek van Tsjechië: xx0013394
- Nationale bibliotheek van Australië: 35770828
- Nationale Bibliotheek van Israël: 987007265642705171
- Nederlandse Thesaurus van Auteursnamen: 072766425
- SNAC: w6dz3smx
- Système universitaire de documentation: 055850162
- Trove: 1079635
- Union List of Artist Names: 500260795
- Virtual International Authority File: 79124669
- WorldCat: E39PBJcwDVdcdYkVqB7B6GGGpP